# Tsangyang Gyatso
Tsangyang Gyatso (tibétain : ཚངས་དབྱངས་རྒྱ་མཚོ, Wylie : Tshang dbyang Rgya mtsho), né le 1er mars 1683 à Monba de Tawang, aujourd'hui en Inde, et mort le 15 novembre 1706 à Kunganor, est le 6e dalaï-lama. Il est le seul dalaï-lama à avoir refusé une vie de moine ordonné. Il reste connu dans l'histoire tibétaine pour ses chants et sa poésie. 

## Biographie

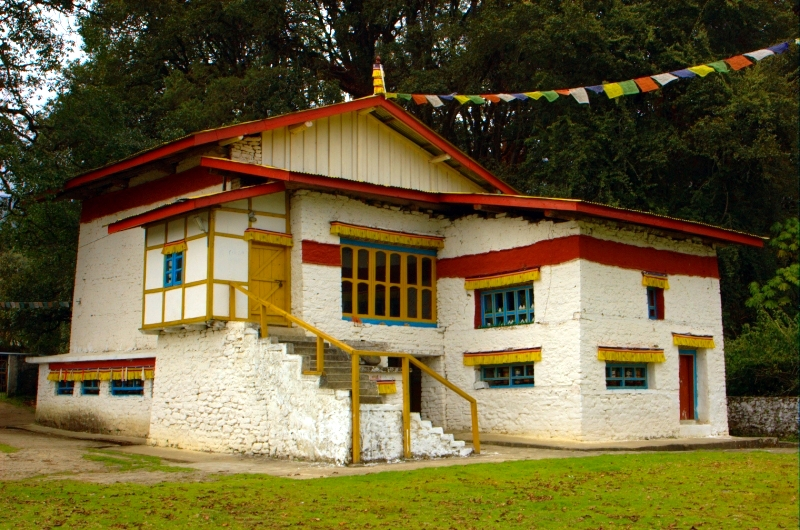
Monastère d'Urgelling, lieu de naissance de Tsangyang Gyatso près de Tawang dans l'actuel État indien de l'Arunachal Pradesh

Tsangyang Gyatso naît en 1683 à Urgelling près de Mon Tawang, dans l'actuel Arunachal Pradesh en Inde, au sud du Tibet. Son père, Tashi Tenzin, est un descendant du tertön Pema Lingpa et sa mère se nomme Tsewang Lhamo,.
Sangyé Gyatso, le régent du Tibet ne divulgue pas la mort de Lobsang Gyatso, 5e dalaï-lama, pour pouvoir terminer la construction du palais du Potala, selon les souhaits du précédent dalaï-lama. Quand des visiteurs demandent une audience, comme des princes mongols, Depa Deyrab, un vieux moine du monastère de Namgyal ressemblant au dalaï-lama, figure à sa place. Quand Sangyé Gyatso entend parler d'un garçon de Mon Tawang aux qualités remarquables, il envoie en 1685 deux moines à la recherche de la réincarnation. Le lieu de naissance étant situé près de la frontière du Bhoutan dont les relations avec le Tibet sont instables, les deux lamas demandent à la famille de placer l'enfant en lieu sûr à Sha Woog. Sur leur route, les voyageurs sont invités à s'arrêter au dzong de Tsona. Informé de leur position, Sangyé Gyatso consulte l'oracle de Néchung qui répond que l'heure d'officialiser la mort du 5e dalaï-lama et sa renaissance n'est pas encore venue. Le séjour de l'enfant et sa famille au dzong de Tsona se transforme en une installation dans le centre cultuel lié à l'édifice qui dure douze ans. Plusieurs tuteurs sont envoyés par Sangyé Gyatso qui veille à l'éducation de l'enfant.
Celui-ci est ensuite amené à Nankartsé, près de Lhassa. Sangyé Gyatso envoie alors le ministre Shabdrung Ngawang Shonu, à la cour mandchoue informer l'empereur Kangxi dans le même temps de la mort du 5e et de la découverte du 6e dalaï-lama. Sangyé Gyatso l'annonce également aux habitants du Tibet. Sangyé Gyatso invite à Nankartsé Lobsang Yeshe, 5e panchen-lama afin qu'il confère les vœux de moine novice au jeune dalaï-lama. Il lui donne alors le nom bouddhique de Tsangyang Gyatso.
À l'âge de quatorze ans, en 1697, il est intronisé en tant que 6e dalaï-lama en présence des représentants du gouvernement tibétain, des trois monastères majeurs — Séra, Ganden et Drépung — des princes mongols, des représentants de l'empereur Kangxi et des habitants de Lhassa. 
L'empereur ayant un doute sur son authenticité, ne décide cependant pas mettre à l'épreuve l'entière institution du dalaï-lama, mais de l'utiliser à son avantage, en l'incorporant à son propre service. Il peut à l'égard des lamas être capable de critiques, de punitions sévères et d'honneurs publics. Lorsqu'il est en colère il traite les lamas de menteurs, de faire tourner la tête des gens et de vivre à leurs dépens, mais dans d'autres occasions il leur offre des présents et les honorent de distinctions.
En 1701, un conflit éclate entre Sangyé Gyatso et Lhazang Khan. Selon l'historien René Grousset, ce dernier reprend le Tibet et tue le régent peu favorable à la Chine vers 1705. Il détrône alors le dalaï-lama choisi par Sangyé Gyatso et en accord avec l'empereur, choisit un nouveau dalaï-lama muni de l'investiture chinoise en 1710, c'est-à-dire  Yeshe Gyatso. Selon d'autres sources, Lhazang Khan tue le régent, un événement qui afflige le dalaï-lama âgé de dix-neuf ans, qui décide alors de renoncer à ses études monastiques et à ses vœux, une requête qu'il présente au panchen-lama à Shigatse,.
Bien qu'habitant toujours le Potala, il sort à Lhassa et dans les villages alentour, passant la journée avec ses amis dans le parc situé derrière le Potala et la nuit dans des tavernes à Lhassa ou au village de Shöl, en contrebas du Potala, buvant de la bière et chantant des chansons. Il est notamment connu pour ses poésies et ses écrits. Au village de Shöl, se trouvait l'auberge censée avoir été fréquentée par Tsangyang Gyatso dont Thomas Laird dit qu'il refusait de prendre ses vœux et « passait ses nuits à boire dans les bordels ».
À la suite de sa déposition prononcée par Lhabsang Khan le 27 juin 1706, le dalaï-lama se rend aux soldats mongols. Une foule de moines et de laïcs l’accompagne alors qu'il est escorté par les soldats depuis le Potala, l'enlevant à proximité de Drepung pour le conduire en triomphe dans son monastère au Norbulingka. Comprenant l'inutilité d'un combat inégal, le dalaï-lama sort pour se rendre, ce qui n'empêche pas des représailles.
En 1706, sous la pression de Lhazang Khan, il doit se rendre en Chine, et, selon une version de son histoire, il serait mort en voyage la même année le 15 novembre à Kunganor. Il aurait été exécuté ou serait mort de maladie en captivité. Selon une autre version, il aurait vécu et enseigné, se faisant appeler le lama de Dakpo, et dicta sa biographie à un disciple mongol, la biographie secrète du sixième dalaï-lama. S'il est admis que le lama de Dakpo est une personnalité historique, il est considéré comme un imposteur. 
La légende dit qu'il se rend au temple Qixian, un site bouddhiste tibétain comportant une grotte de Guanyin, situé au mont Wutai, dans la province du Shanxi[réf. à confirmer].
L'ancienne résidence du 6e dalaï-lama existe toujours dans le district de Tsona, dans la préfecture de Lhoka. Construite pour lui par le régent Sangyé Gyatso, elle comportait à l'origine un rez-de-chaussée et un étage. Laissée sans entretien, elle est réduite au seul rez-de-chaussée mais bénéficie depuis février 2014 de la protection du gouvernement du district en tant que site historique et culturel. Cette résidence est proposée à la visite par les autorités tibétaines lors d'un festival organisé en septembre 2013.

## Citations
- « Aux rives du lac enchanté l'oie seule aimerait s'attarder. Mais quand l'eau se glace en cristal, elle s'envole sans regret ! »[14]
- « Oiseau blanc (grue blanche) prête-moi tes ailes, Je n'irai pas loin. Ayant fait le tour de Litang Je reviendrai bientôt »[15].

## Dans la culture
- Loten Namling chante les chansons du 6e dalaï-lama[16].

### Œuvres
- Les Poèmes du sixième Dalai Lama, édition Tribu, 1985, préface de Serge Pey, traduction Yves Codet
- Vie et chants d'amour, traduit du tibétain par K. Dhondup, Claire Lumière, Eguilles, 1987,  (ISBN 2-905998-05-9)
- La raison de l'oiseau. Poèmes de Tshanyang Gyatsho, sixième Dalaï-Lama, trad. Bénédicte Vilgrain, Fata Morgana, 1986, 89 p.

### Études
- Roland Barraux, Histoire des dalaï-lamas. Quatorze reflets sur le Lac des Visions, Albin Michel, 2002, 369 p.
- Alain Fromaget, Océan de Pure Mélodie. Vie et chants du sixième Dalaï-Lama, Dervy, 1998, 274 p.
- Martin Brauen, Les Dalaï-Lamas. Les 14 réincarnations du bodhisattva Avalokiteshvara (2005), trad. de l'all., Favre, 2005, 303 p.
- (en) Ngawang Lhundrup Dargye (Ngag dbang lhun grub dar rgyas), The Hidden Life of the Sixth Dalai Lama (1757), trad. Simon Wickham-Smith, Lexington Books, 2011.
- (en) Simon Wickham-Smith, The Hidden Life of the Sixth Dalai Lama, Lexington Books, 2011.

## Source
- Monastère d'Urguelling